# ブラックウォーター (陸水学)

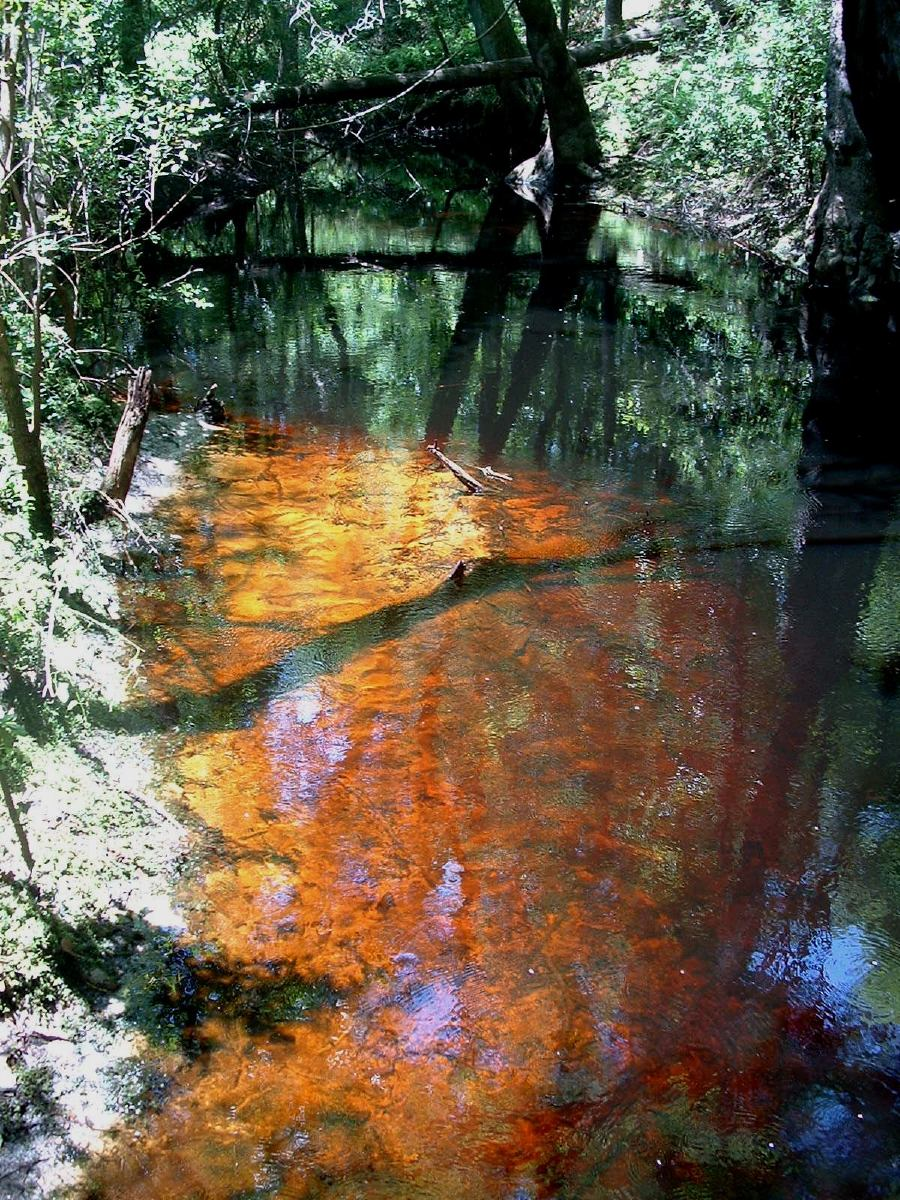
北フロリダの湿地を流れる小川。水が濁っておらず、タンニンにより茶色になっている、ブラックウォーターである。

陸水学におけるブラックウォーター（英語：blackwater）とは、木の茂った湿地や沼地を通る、水深が深く、流れが遅い河川のことである。川底に堆積している枯れ葉などからタンニンが染み出している場合、流水は透明な黒〜茶色に着色され、酸性河川となっている。代表的なブラックウォーターは、南アメリカのアマゾン川水系に多い。ここでいう"ブラックウォーター"とは、陸水学、地質学、地理学、生物学等の研究によって定義されるものであり、黒〜茶色の水が流れる川が”ブラックウォーター"とは限らない。
ブラックウォーターは他の河川よりも栄養が豊富で、イオン強度も雨水よりわずかに高い。この特徴によって、ブラックウォーターでは他の河川とは大きく異なる動植物相がみられる。ブラックウォーターとその他の河川が集まっている地域では、特に多様な生物が生息していることが多い。

## ブラックウォーターと他の河川の比較
|                    | Solimoes川 | ネグロ川 – ブラックウォーター |
| ------------------ | ---------- | ----------------------------- |
| Na (mg/L)          | 2.3 ± 0.8  | 0.380 ± 0.124                 |
| K (mg/L)           | 0.9 ± 0.2  | 0.327 ± 0.107                 |
| Mg (mg/L)          | 1.1 ± 0.2  | 0.114 ± 0.035                 |
| Ca (mg/L)          | 7.2 ± 1.6  | 0.212 ± 0.066                 |
| Cl (mg/L)          | 3.1 ± 2.1  | 1.7 ± 0.7                     |
| Si (mg/L)          | 4.0 ± 0.9  | 2.0 ± 0.5                     |
| Sr (μg/L)          | 37.8 ± 8.8 | 3.6 ± 1.0                     |
| Ba (μg/L)          | 22.7 ± 5.9 | 8.1 ± 2.1                     |
| Al (μg/L)          | 44 ± 37    | 112 ± 29                      |
| Fe (μg/L)          | 109 ± 76   | 178 ± 58                      |
| Mn (μg/L)          | 5.9 ± 5.1  | 9.0 ± 2.4                     |
| Cu (μg/L)          | 2.4 ± 0.6  | 1.8 ± 0.5                     |
| Zn (μg/L)          | 3.2 ± 1.5  | 4.1 ± 1.8                     |
| P (μg/L)           | 105 ± 58   | 25 ± 17                       |
| C (mg/L)           | 13.5 ± 3.1 | 10.5 ± 1.3                    |
| 炭酸塩中のC (mg/L) | 6.7 ± 0.8  | 1.7 ± 0.5                     |
| 伝導度             | 57 ± 8     | 9 ± 2                         |
| pH                 | 6.9 ± 0.4  | 5.1±0.6                       |

ブラックウォーターと他の河川では、表1に示されるようにイオン組成が大きく異なる。ブラックウォーターは酸性が強いため、土壌中のアルミニウムがイオン化しやすい状態にあり、結果としてその質量濃度が他の河川よりも大幅に高くなっている。他にみられる大きな違いとしては、他の河川と比べて、ナトリウム、カルシウム、カリウムの濃度が非常に低いことがある。このため、それらの金属を殻の形成のために必要とする巻貝類などは、ブラックウォーターではあまりみられない。溶存イオン量が少ないことで、ブラックウォーターで流れている水の電気伝導度も雨水と同じような低い値になっている。
ブラックウォーターとそうでない河川は、生息している動植物プランクトンについても違いが有る。表2では、位置的に数メートルほどしか離れていないそれぞれの河川で捕獲されたプランクトンの数を比較している。この表で取り上げているジャプラ川は、ネグロ川ほど極端なブラックウォーターではないのだが、ワムシ類の豊富さや、ミジンコ類や昆虫の幼虫、ダニ類の少なさなど、他河川とのブラックウォーター特有の違いがみられる。またブラックウォーターと他河川が合流している地点では、豊富な種類の生物が棲息していることが分かる。このような合流地点は森林の外でも幼魚の餌となる甲殻類が豊富なため、この地点にやってきて産卵をする魚も多くいる 。
|                        | ブラックウォーター | ブラックウォーター | 合流点 | 合流点 | 他河川 | 他河川 |
| 生物種                 | 森林外             | 森林内             | 森林外 | 森林内 | 森林外 | 森林内 |
| ---------------------- | ------------------ | ------------------ | ------ | ------ | ------ | ------ |
| ボルボックス類         | 42                 |                    | 38     |        |        |        |
| ワムシ類               | 87                 | 5                  | 34     |        |        |        |
| ミジンコ類             | 6                  |                    | 5      |        | 8      | 1      |
| 貝虫類                 | 2                  | 11                 | 3      |        | 7      |        |
| カイアシ類カラヌス目   | 23                 | 3                  | 10     |        |        |        |
| カイアシ類キクロプス目 | 5                  | 27                 | 19     | 1      | 13     | 1      |
| アミ類                 |                    | 1                  |        |        |        |        |
| ハエ目の幼虫           |                    |                    |        |        | 1      |        |
| (ミズ)ダニ類           |                    |                    | 1      |        | 1      |        |

## 世界のブラックウォーター
現在日本語版wikipediaに記事の有るものの一覧
- ネグロ川 - コロンビア等、世界最大のブラックウォーター
- モラヴァ川 - チェコ等
- ゴードン川 - オーストラリア, タスマニア
- オリノコ川 - ベネズエラ, コロンビア
- セントジョンズ川 - アメリカ合衆国フロリダ州

## 画像

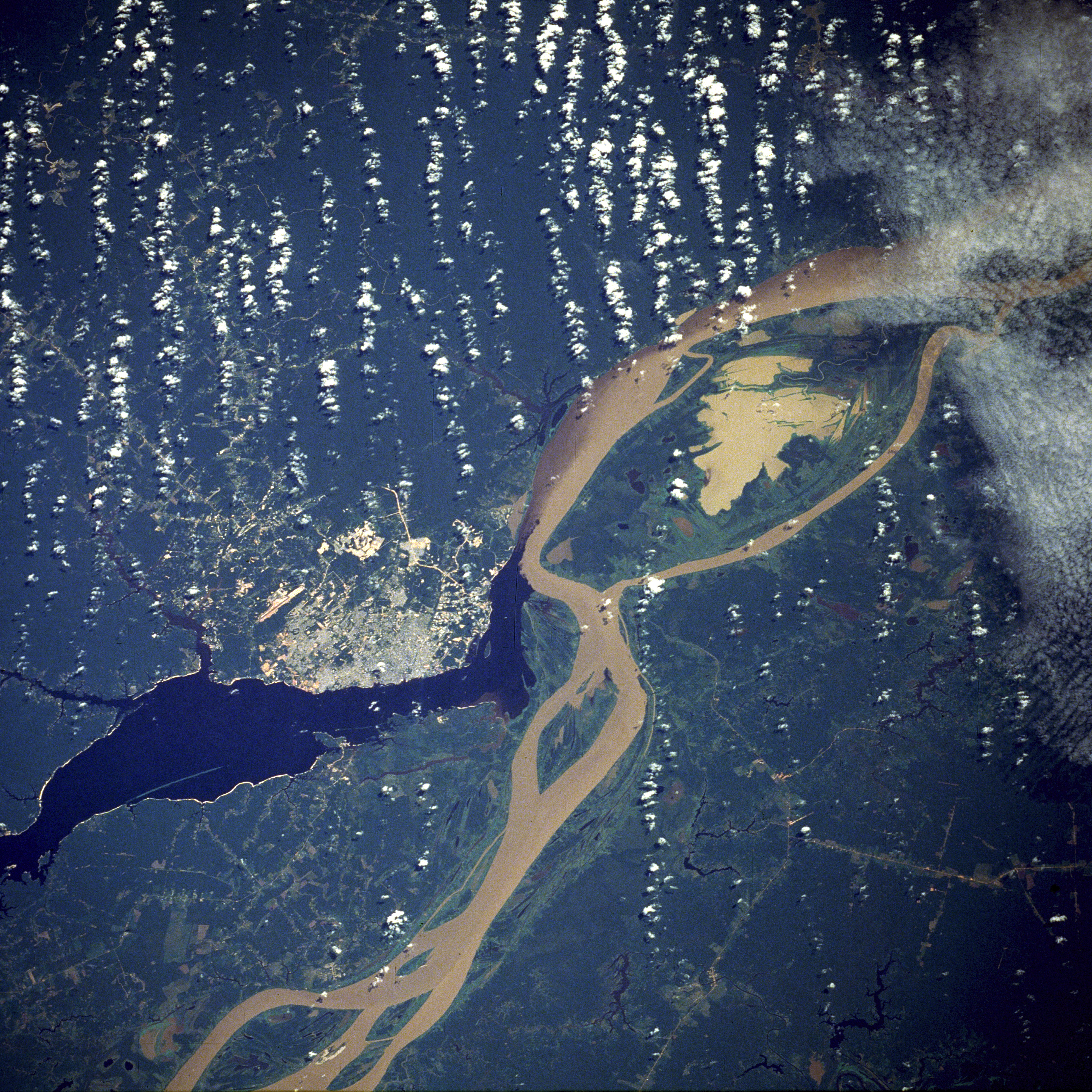
アマゾン川流域の最大都市であるマナウスの航空写真。ブラックウォーターであるネグロ川と、泥水のように見えるアマゾン川に囲まれている。
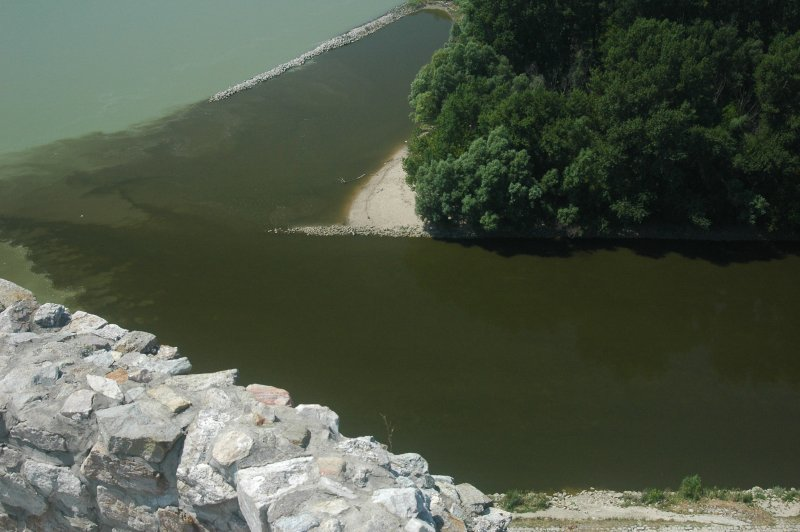
ブラックウォーターであるモラヴァ川(写真中右から左上へと流れている)と、ブラックウォーターでないドナウ川(写真の左上)との合流点を見下ろした写真